# Turbo Fast
Turbo Fast è una serie animata statunitense del 2013, avente come protagonista la lumaca chiamata Turbo, protagonista dell'omonimo film.

## Trama
Da quando Turbo ha vinto la 500 Miglia di Indianapolis, Tito ha costruito una città e un autodromo per tutte le lumache. Ora Turbo continua la sua avventura incontrando e sfidando nuovi personaggi in gare spericolate con l'aiuto del fratello Chet, e dei suoi amici Frusta, Fiamma, Sbandone, Fighetto e Ombra Lesta.

## Personaggi
- Turbo
- Frusta
- Chet
- Sbandone
- Fiamma
- Fighetto
- Ombra Lesta
- Tito

### Antagonisti
- Hardcase: Un coleottero tigre che cerca sempre di sconfiggere Turbo, ma è lui che viene sempre sconfitto perché Turbo è molto più veloce.
- Cajun Cliché
- Capitan Barba Sporca
- Breakneck: Il cattivo nemico-rivale di Frusta.
- Hayaku: un grillo rosa che fa finta di essere innamorata di Turbo.
- Guy Gagnè: Guy Gagnè è la persona che voleva vincere alla Indy 500, ma a causa di slealtà, imbrogli, false rivincite, scorrettezze, insopportabilità, insolenza, ingiustizie, trucchi e inganni, viene sconfitto da Turbo e poi squalificato dai giudici che lo fecero deprimere rendendolo molto triste e ritirare dall'evento dopo la gara. Introdotto in Una vecchia conoscenza.
- Ace Gecko: Ace Gecko è lo sleale nemico-rivale di Turbo in una gara di lentezza, ma Turbo lo sconfigge andando molto veloce.
- Barone Von Schwarzhozen: Barone Von Schwarzhozen è un personaggio che somiglia a un angelo, alla fine viene sconfitto da Turbo e i suoi amici e poi arrestato dalla polizia. Introdotto in La gara clandestina.
- Regina Invicta: La Regina Invicta è la regina delle formiche e diceva a Fiamma ''Se questa è una regina, io sono un'ape.'' Alla fine, viene pesantemente sconfitta da Turbo che aiuta Fiamma a spodestarla dal trono facendola diventare regina delle lumache.
- I F.A.J.I.T.A: I FAJITA sono gli sleali nemici-rivali falliti dei FAST che vengono spesso sconfitti da Turbo.
- Torquer: il nuovo e sleale nemico-rivale di Turbo e i suoi amici che viene spesso sconfitto.

## Episodi

### Prima stagione
| N° | Titolo originale        | Titolo italiano                  |
| -- | ----------------------- | -------------------------------- |
| 1  | Crazy Fast              | Il nuovo team                    |
| 2  | Dungball Derby          | Puzza di imbroglio               |
| 3  | Ace of Race             | Chi va piano...                  |
| 4  | Bumperdome              | La gara clandestina              |
| 5  | Broaches                | Tutto per un taquito             |
| 6  | African Queen           | Missione in Africa               |
| 7  | Mega Snails             | Scontro tra megachiocciole       |
| 8  | Ants Ants Revolution    | L'invasione delle formiche       |
| 9  | Clamsquatch             | Il mostro della palude           |
| 10 | Turbo Stinks            | Tutta colpa del profumo          |
| 11 | Snails in Jail          | Chiocciole in prigione           |
| 12 | A Tale of Two Turbos    | I due Turbo                      |
| 13 | The Escargot Affair     | La cena dei ricchi               |
| 14 | Surf N' Turf            | La gara di surf                  |
| 15 | Hardcase Returns        | Il ritorno di Hardcase           |
| 16 | Turbo Drift             | Una gara scivolosa               |
| 17 | Ready, Set, Glow!       | La gara sui cavi                 |
| 18 | Breakneck's Back        | Il ritorno di Breakneck          |
| 19 | Cruise Control          | Una crociera movimentata         |
| 20 | R/C Turbo               | La corsa di beneficenza          |
| 21 | Curse of the Cicadas    | L'invasione delle cicale         |
| 22 | Beat-A-Fajita           | Gli impostori di Beverly Hills   |
| 23 | Karmageddon             | Corsa contro il tempo            |
| 24 | Chet Gets Burned        | Il compleanno                    |
| 25 | Gypsy Moth Prophecies   | Le profezie della falena zingara |
| 26 | Skidzo-Brainia          | Sbandofrenia                     |
| 27 | No Can Do               | Il succo di pomodoro             |
| 28 | Adopt-A-Toad            | Adotta un rospo                  |
| 29 | Buster Move             | Aiuto fraterno                   |
| 30 | Gills!                  | Il mostro della piscina          |
| 31 | The Terror of Tickula   | Il Conte Tickula                 |
| 32 | Prank'd                 | Guerra di scherzi                |
| 33 | Over Shadowed           | Ombra se ne va                   |
| 34 | Beware the Chickipede   | Attenti al pollentopiedi!        |
| 35 | Mall is Well            | Regalo di compleanno             |
| 36 | Taco Tank               | Il taco armato                   |
| 37 | Zoo Lander              | Avventura allo zoo               |
| 38 | Balloonatics            | Il segreto di Frusta             |
| 39 | The Packet Racket       | La truffa delle salse            |
| 40 | Smack Me Down           | La gara di sfottò                |
| 41 | Smoovin' On Up          | Vita da star                     |
| 42 | The Great Shell Robbery | Il furto                         |
| 43 | Chet Vs. Dr. Disorder   | L'alter-ego di Chet              |
| 44 | Damselfly In Distress   | Una principessa da salvare       |
| 45 | Dome Sweet Dome         | La cupola invisibile             |
| 46 | My Pet Clamsquatch      | Un mostro per amico              |
| 47 | Hard Luck, Hardcase     | Hardcase alla riscossa           |
| 48 | Bee Story               | L'ape portafortuna               |
| 49 | Tur-Bros                | Tutti pazzi per Turbo            |
| 50 | The Snailman            | Una vecchia conoscenza           |

### Seconda stagione
| N°    | Titolo originale              | Titolo italiano                    |
| ----- | ----------------------------- | ---------------------------------- |
| 1     | The Challenge                 | Tutti contro tutti                 |
| 2     | Home on Our Own               | Finalmente soli                    |
| 3     | The Mighty Snails             | Fiamma l'allenatrice               |
| 4     | Silent But Deadly             | Lezioni di kung fu                 |
| 5     | Agent Ace                     | L'agente Ace                       |
| 6     | Smoove As Ice                 | Sfida sulla neve                   |
| 7     | The Disappearing Act          | Gelosia                            |
| 8     | The Sting of Injustice        | Uno strano giustiziere             |
| 9     | The Treasure of Sierra Marty  | La mappa del tesoro                |
| 10    | Big Baby                      | Babysitter zombificati             |
| 11-12 | Turboldly Go                  | Tu                                 |
| 13    | Crow Pox                      | Il re degli scherzi                |
| 14    | Faking Amends                 | Il coraggio di chiedere scusa      |
| 15    | Deuce Is Wild                 | Gli spacconi                       |
| 16    | To Fire A Squire              | Il servitor cortese                |
| 17    | Maggotron                     | Vermotron                          |
| 18    | Love Hurts                    | Questo matrimonio non s'ha da fare |
| 19    | Ransom of White Shadow        | Vita da star                       |
| 20    | Kicked Off                    | Il torneo di calcio                |
| 21    | The Day Mel Fell              | L'annunciatore senza lavoro        |
| 22    | Burn's Ex-Boo                 |                                    |
| 23    | Tough As Snails               | Il mondo è dei duri                |
| 24    | Conspiracy                    | Il rapimento                       |
| 25    | Groundhog, Stay!              | Il giorno della marmotta           |
| 26    | Gone Guys Gone                | La cricca dei tipi giusti          |
| 27    | Party Poopers                 | I guastafeste                      |
| 28    | The League                    | Il fanta-campionato                |
| 29    | How To Train Your Titmouse    | Come diventare amici               |
| 30    | The Good, The Bad, The Bugly  | Lo sceriffo                        |
| 31    | Shell On Wheels               | La gara sui binari                 |
| 32    | Keep On Truckin'              | In viaggio con papà                |
| 33    | Desserted Island              | L'isola caramellosa                |
| 34    | The Dry Spell                 | A secco di vittorie                |
| 35    | He Got Game Night             | Un invito di troppo                |
| 36    | 73*                           | Il supercarburante                 |
| 37    | Crew Detective                | L'indagine                         |
| 38    | The Whiplash Effect           | L'amnesia di Frusta                |
| 39    | Dial M for Mystery            | Invito a cena con delitto          |
| 40    | Turbo REAL                    | Il reality show                    |
| 41    | Best Frenemies                | Nemici amici                       |
| 42    | The Jamaican Jerk Chickens    | La gara di bob                     |
| 43    | The Ants and the Grasshoppers | Le cavallette e le formiche        |
| 44    | Don't Feed the Troll          | Turbo e il troll                   |
| 45    | Worst in Show                 | L'eterna seconda                   |
| 46    | Belle of the Gumball          | Passione gommosa                   |
| 47    | Hawaii Five No                | Tutto per una vacanza              |
| 48    | The Story of J.J.E.F.F.       | La storia di J.J.E.F.F.            |
| 49-50 | Turbo Does Laundry            | Turbo fa il bucato                 |
| 51    | 137 Hours                     | La solitudine di Fighetto          |
| 52    | Stalks on a Plane             | Tutti pazzi per l'aereo            |

## Doppiatori
| Personaggio | Doppiatore originale | Doppiatore italiano |
| ----------- | -------------------- | ------------------- |
| Turbo       | Reid Scott           | Renato Novara       |
| Chet        | Eric Bauza           | Diego Sabre         |
| Ombra Lesta | Michael Patrick Bell | Francesco Orlando   |
| Frusta      | John Eric Bentley    | Massimiliano Lotti  |
| Fiamma      | Grey DeLisle         | Rosa Leo Servidio   |
| Fighetto    | Phil LaMarr          | Mattia Bressan      |
| Sbandone    | Amir Talai           | Alessandro Zurla    |
| Kim-Ly      | Ken Jeong            |                     |
| Tito        | Amir Talai           | Marco Benedetti     |